# ادنا بی (آلاسکا)
ادنا بی (به انگلیسی: Edna Bay) شهری در ناحیه سرشماری پرینس آو ویلز-هایدر ایالت آلاسکا است که جمعیت آن در سرشماری سال ۲۰۰۰ میلادی ۴۹ نفر بوده‌است.